# Mertz-Ninnis Valley
Koordinaten: 67° 25′ S, 146° 0′ O
Das Mertz-Ninnis Valley ist ein Tiefseegraben in der D’Urville-See vor der ostantarktischen Georg-V.-Küste. Er liegt östlich der Mertz-Gletscherzunge.
Namensgeber der vom Advisory Committee on Undersea Features im Dezember 1971 anerkannten Benennung sind der Schweizer Xavier Mertz (1882–1913) und der Brite Belgrave Ninnis (1887–1912), Teilnehmer an der Australasiatischen Antarktisexpedition (1911–1914) unter der Leitung des australischen Polarforschers Douglas Mawson, bei der sie ums Leben gekommen waren.